# 中寒二
中 寒二（なか かんじ、1930年9月30日-2003年11月16日）は、日本の詩人。
本名・中村福治。青森県八戸市出身。15、6歳の頃から詩作を始める。八戸市立商業高等学校（現青森県立八戸商業高等学校）卒業後、美術の教員免許を取得して八戸市内の中学校で教職に就き、1950年詩誌『北方人間』を創刊。1968年から詩誌『表現派』主宰。1971年「尻取り遊び」で第12回晩翠賞受賞。1982-98年青森県詩人連盟会長を務めた。1983年青森県文芸協会賞、1999年青森県芸術文化功労賞受賞。

## 著書
- 『対話の要素 詩集』思潮社 1961
- 『海を見に行く』文芸協会出版 1979
- 『あこがれ 旅の詩集』表現派詩社 1987
- 『旅の光と影 紀行』表現派詩社 1988
- 『ふるさとの歳時記 随想』表現派詩社 1990
- 『雨季 中寒二詩選集』青森県文芸協会出版部 あおもり選書 1991
- 『乾河道 詩集』近代文芸社 1994
- 『静かなる引力 詩集』土曜美術社出版販売 2000
- 『美しきイスラム 砂漠の国探訪記』文芸社 2004

## 参考
- [ISBN 978-4-8355-7797-5]
- 『現代日本人名録』2002年
- 『人物物故大年表』